# Abigail Thorn
Abigail Thorn (* 24. April 1993 in Newcastle upon Tyne; bis 2020 bekannt als Oliver Thorn) ist eine britische Schauspielerin und Webvideoproduzentin. Bekannt ist sie vor allem durch den Kanal Philosophy Tube, über den sie kostenfreie Philosophie-Videos anbietet, um breiteren Bevölkerungsschichten den Zugang zu akademischer Bildung zu ermöglichen.
2021 hatte sie mit den Videos Coming Out As Trans – A Little Public Statement sowie Identity: A Trans Coming Out Story ihr öffentliches Coming Out als transgender.

## Leben
Thorn wuchs mit zwei älteren Brüdern in Newcastle upon Tyne auf, sie besuchte dort das Gymnasium und belegte neben Biologie und Chemie auch Philosophie als Leistungskurs. Sie war fünf Jahre lang Mitglied der Army Cadets, einer Jugendorganisation der britischen Armee.
Thorn studierte Philosophie und Theologie an der University of St Andrews in Schottland und schloss 2015 mit dem Master in Philosophie ab. Während der Zeit war sie auch Mitglied in der Universitäts-Schauspielgruppe.
Anschließend studierte sie Schauspiel an der East 15 Acting School in Essex, die sie 2017 mit einem Master abschloss, bevor sie nach London zog.
Im Oktober 2019 veröffentlichte Thorn das YouTube-Video Queer, in dem sie erstmals öffentlich über ihre Bisexualität sprach.
Im Januar 2021 hatte Thorn ihr Coming-out als trans Frau im Video Coming Out As Trans – A Little Public Statement. In dem Video geht es um Zugang zum Gesundheitssystem für trans Personen, Panikmache von Journalisten zu trans Menschen und das Fehlen gewählter trans Abgeordneter. Außerdem beschreibt sie, dass auch andere gesellschaftliche Schwierigkeiten wie Obdachlosigkeit trans Menschen überdurchschnittlich häufig beträfen. Nach der Veröffentlichung des Videos trendete der Hashtag #Abigail bei Twitter. Parallel dazu veröffentlichte sie das Video Identity: A Trans Coming Out Story, in dem sie sich auf die amerikanische Schriftstellerin Audre Lorde bezog.

## Wirken
Den YouTube-Kanal Philosophy Tube startete Thorn 2013 als eine Art Schulfernsehen. Durch die Verdreifachung der Studiengebühren 2012 wurde der Zugang zu akademischer Bildung im Vereinigten Königreich schwieriger. Thorn bezeichnete es als ihre Mission, einen kostenfreien Abschluss in Philosophie zu ermöglichen. Ursprünglich wollte Thorn ihre Vorlesungen aufzeichnen und veröffentlichen, was die Universität verhinderte. Daher begann sie, eigene Videos zu produzieren. Das erste Video I think therefore I am über René Descartes erschien im Mai 2013. Im März 2021 wurde der Kanal über 900.000 mal abonniert, und insgesamt über 56 Millionen Mal angesehen. Neben der Werbung auf Youtube erzielt Thorn Einnahmen über die Crowdfunding-Plattform Patreon.
Der Kanal veränderte über die Zeit sein Erscheinungsbild. Zu Beginn bestanden die Videos vor allem aus Vorträgen über das Werk bekannter Philosophen wie Descartes und Kant, die direkt in die Kamera gesprochen wurden. 2016 nahm Thorn an der einwöchigen Fortbildung YouTube NextUp teil, einem Förderprogramm für YouTuber mit weniger als 100.000 Abonnenten. Nach dem Besuch der VidCon 2018 begann Thorn, ihre Webvideos in einem Studio aufzunehmen und verstärkt Kostüme und Makeup einzusetzen. Die produzierten Videos haben seitdem einen höheren Anteil an Spielszenen, was den Charakter reiner Vortragsaufzeichnungen aufbricht.
Kayleigh Donaldson von Pajiba beschreibt Thorns Filme 2019 als längere Denkstücke, in denen auch Formen der Comedy Anwendung finden. Emily VanDerWerff von der Webseite Vox ist der Auffassung, der Kanal behandele sowohl philosophische als auch zeitgenössische sozialpolitische Ideen aus einer linken Perspektive. So erweitere sich ein Video zum Thema Brexit zu einer breiteren Diskussion über Demokratie. 2020 ordneten Dmitry Kuznetsov und Milan Ismangil Philosopy Tube in tripleC einer Gruppe linksgerichteter YouTuber zu, die unter dem Begriff BreadTube zusammengefasst werden, darunter ContraPoints, hbomberguy und Shaun. Gemeinsamkeiten seien die Finanzierung durch Crowdfunding, die Qualität der Produktionen, die Kritik an rechten Gruppen, die Verwendung von Zitaten und eine große Bandbreite an Themen.
Das Video Suic!de and Ment@l He@lth von 2018 beschäftigt sich mit seelischer Gesundheit und thematisiert auch Thorns eigene Erfahrung mit selbstverletzendem Verhalten und Suizidversuchen. Nach Aussagen Thorns erhielt sie noch Mitte 2019 täglich mindestens eine Nachricht von Personen, die angaben, das Video habe ihnen das Leben gerettet. Das 35-minütige One-Cut-Video Men. Abuse. Trauma. über Männer und seelische Gesundheit bezieht sich in Script und Stil auf das Sartre-Stück Geschlossene Gesellschaft (englisch No Exit) aus dem Jahr 1944.
Zusammen mit Stephanie Willis las Thorn im Jahr 2020 das Hörbuch Axiom's End von Lindsay Ellis ein. Dafür erhielt sie eine Nominierung für den Audie Award in der Kategorie Science-Fiction.
Sie spielte Nebenrollen in verschiedenen Fernseh-Serien, darunter in zehn Folgen der Sky-Serie Django 2022 bis 2023 sowie in vier Folgen der BBC-Serie Ladhood zwischen 2021 und 2022.
Außerdem ist Thorn Drehbuchautorin und Regisseurin. Bei ihrem Stück The Prince aus dem Jahr 2023 spielte sie zugleich die Hauptrolle.

## Ehrenamtliches Engagement
Im August 2019 startete Thorn eine Lesung von Shakespeares Werken auf dem Videoportal Twitch zugunsten der britischen Organisation Samaritans, die Hilfe für Menschen in emotionaler Not bietet. Diese Organisation habe ihr selbst schon in einer Notlage geholfen.
Der Stream lief über mehrere Tage insgesamt über 100 Stunden, unterbrochen für nur wenige Stunden Schlaf pro Tag. Thorn wurde dabei von bekannten Internet-Akteuren unterstützt, die für einzelne Rollen dazu kamen, zum Beispiel Mara Wilson als Lady Macbeth und Dominique McLean als Hector aus Troilus und Cressida. Dabei kam nach Abzug der Gebühren ein Erlös von über 109.000 Pfund (etwa 125.000 Euro) zusammen, mehr als das zwanzigfache dessen was Thorn erhofft hatte. Der Stream wurde von über 175.000 Menschen gesehen.

## Filmografie
| Jahr      | Title                   | Role          | Notiz                                      | Quelle |
| --------- | ----------------------- | ------------- | ------------------------------------------ | ------ |
| 2021–2022 | Ladhood                 | Iona          | 4 Episoden                                 |        |
| 2023      | Django                  | Jess          | 6 Episoden                                 | [ 32 ] |
| 2024      | The Acolyte             | Ensign Eurus  | 2 Episoden                                 | [ 33 ] |
| 2024      | House of the Dragon     | Sharako Lohar | Episode: "Die Königin, die stets eine war" | [ 34 ] |
| 2024      | Dracula's Ex-Girlfriend | Belladona     | Kurzfilm                                   | [ 35 ] |

## Rezeption
Dani Di Placido von Forbes lobte 2019, dass Thorn dem Publikum nicht sagt, was es zu glauben hat, sondern es stattdessen auffordert, sich selbst zu fragen, warum es bestimmte Dinge glaubt.
Shannon Strucci schrieb im Magazin Sight & Sound des British Film Institute, Thorns Videos bilden eine große inhaltliche Bandbreite ab. Sie beschreibt die Videos als immer gut recherchiert, einfallsreich und theatralisch. Sight and Sound nahm das Video Queer in eine „Liste der 134 besten Video Essays des Jahres 2019“ mit der Begründung auf, dass es gleichzeitig erhellend und unterhaltsam sei. Die Deutsche Welle lobte die Videos als unterhaltsam und teilweise aufwändig produziert. The Guardian empfahl Philosophy Tube als bildenden YouTube-Kanal.
Gwendolyn Ann Smith lobte im Bay Area Reporter, die Folge Identity: A Trans Coming Out Story, weil sie sich besonders intensiv mit der Natur des trans Seins befassen würde. Dan Schindel empfiehlt auf dem Online-Portal Hypoallergic die Folge Artists & Fandoms. Merryana Salem schreibt auf der australischen Website Junkee, die Folge The Trouble with the Video Game Industry sei eines ihrer Lieblingsvideos auf Youtube, und empfahl später die Folge Data über ethische Fragen des Data Mining als eines von 10 Video-Essays, die nach ebendieser Form von YouTube-Videos süchtig machen.
Thorn war 2021 in der Kategorie Online Influencer für den British LGBT Award nominiert.